# Saltkantlav
Saltkantlav (Lecanora helicopis) är en lavart som först beskrevs av Göran Wahlenberg, och fick sitt nu gällande namn av Erik Acharius. Saltkantlav ingår i släktet Lecanora och familjen Lecanoraceae.  Arten är reproducerande i Sverige. Inga underarter finns listade i Catalogue of Life.